# Tides of Man
I Tides of Man sono un gruppo musicale statunitense formatosi nel 2008 a Tampa, Florida.
Dopo due album incentrati su sonorità tipiche del rock progressivo con influenze emo e indie, i Tides of Man sono diventati un gruppo di rock strumentale dopo l'uscita dalla formazione del proprio cantante.

## Storia del gruppo
Nel dicembre 2007 il cantante Tilian Pearson, i chitarristi Spencer Gill e Adam Sene, il bassista Alan Jaye e il batterista Josh Gould decidono di dare vita a un proprio progetto musicale. Scrivono nuovi brani e ne riadattano altri che Gould, Gill e Jaye avevano già composto quando erano in un'altra band, e lentamente il loro primo album prende forma. Dopo aver pubblicato indipendentemente un EP omonimo, firmano con la Rise Records e pubblicano il loro album di debutto, intitolato Empire Theory, il 4 agosto 2009. A questo segue il secondo album Dreamhouse, pubblicato nel 2010 sempre dalla Rise.
Il 20 dicembre 2010 viene annunciato che il cantante Tilian Pearson ha ufficialmente lasciato la band, ma gli altri membri decidono di non ingaggiare un nuovo cantante. Young and Courageous, il loro primo album strumentale, viene pubblicato indipendentemente nel 2014 venendo accolto dal plauso della critica nordamericana.

## Formazione

### Formazione attuale
- Spencer Gill – chitarra solista, cori (2008-presente)
- Daniel Miller – chitarra ritmica (2011-presente)
- Alan Jaye – basso (2008-presente)
- Josh Gould – batteria (2008-presente)
- Spencer Bradham – tastiera (2012-presente)

### Ex componenti
- Tilian Pearson – voce, chitarra ritmica (2008-2010)
- Adam Sene – chitarra ritmica (2008-2009)

## Discografia

### Album in studio
- 2008 – Empire Theory
- 2010 – Dreamhouse
- 2014 – Young and Courageous

### EP
- 2008 – Tides of Man